# Roxas City

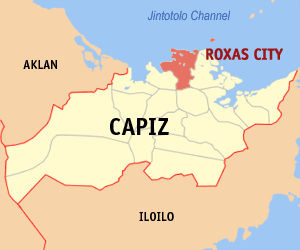
Roxas Citys läge i provinsen Capiz.

Roxas City är en stad i Filippinerna. Den är administrativ huvudort för provinsen Capiz i regionen Västra Visayas och har 126 352 invånare (folkräkning 1 maj 2000).
Staden är indelad i 47 smådistrikt, barangayer, varav samtliga är klassificerade som tätortsdistrikt.